# Great Ocean Road

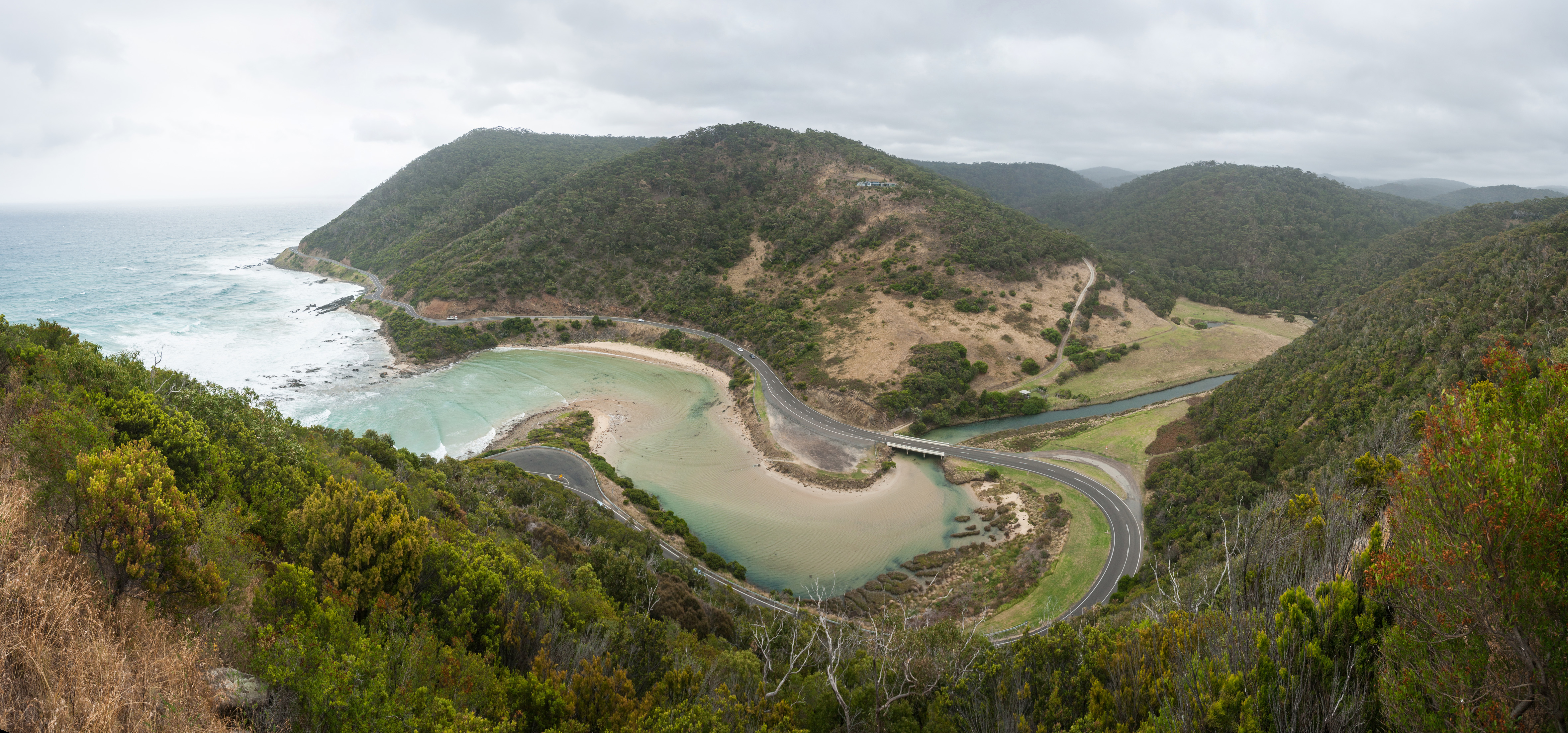
Silnice u městečka Lorne

Great Ocean Road (Velká oceánská cesta, oficiálním značením B100) je 243 kilometrů dlouhá silnice z Torquay do Allansfordu v australském státě Victoria, západně od Melbourne. Vede převážně po strmých útesech na pobřeží Bassova průlivu a pro množství efektních výhledů do krajiny je vyhledávanou turistickou atrakcí. V její blízkosti se nacházejí skalní útvary Dvanáct apoštolů nebo London Arch, silnice prochází také chráněným územím národní park Port Campbell.
Stavbu silnice inicioval starosta Geelongu Howard Hitchcock jako veřejný projekt, který zpřístupní pobřežní oblasti, kam se do té doby dalo dostat pouze lodí, a zároveň poskytne obživu vysloužilcům z první světové války. Stavba byla zahájena v září 1919; v nepřístupném terénu se dělníci museli obejít bez mechanizace, sesuvy kamení si vyžádaly řadu lidských životů. V roce 1922 byl zprovozněn první úsek a celá silnice byla dokončena v listopadu 1932. Stavba byla věnována památce padlých vojáků a je tak označována za největší válečný pomník na světě. V roce 2011 byla Great Ocean Road zapsána na Seznam národního dědictví Austrálie.
Na silnici se od roku 2005 běhá Great Ocean Road Marathon, v roce 2015 byl založen cyklistický závod Cadel Evans Great Ocean Road Race. V blízkosti silnice vede také pěší stezka Great Ocean Walk.